# Campeonato Asiático de Futsal 2000
El Campeonato Asiático de Futsal 2000 se llevó a cabo en Bangkok, Tailandia del 5 al 12 de mayo y contó con la participación de 9 selecciones mayores de Asia para definir a los dos clasificados de la confederación a la Copa Mundial de fútbol sala de la FIFA 2000 a celebrarse en Guatemala.
El campeón defensor Irán venció en la final a Kazajistán para ganar su segundo título de manera consecutiva.

## Fase de grupos

### Grupo A
| País       | G | E | P | GF | GC | Pts |
| ---------- | - | - | - | -- | -- | --- |
| Irán       | 4 | 0 | 0 | 44 | 7  | 12  |
| Japón      | 3 | 0 | 1 | 24 | 9  | 9   |
| Uzbekistán | 2 | 0 | 2 | 26 | 17 | 6   |
| Kirguistán | 1 | 0 | 3 | 13 | 34 | 3   |
| Macao      | 0 | 0 | 4 | 5  | 45 | 0   |

| Equipo 1   | Resultado | Equipo 2   |
| ---------- | --------- | ---------- |
| Japón      | 4-2       | Uzbekistán |
| Macao      | 0-22      | Irán       |
| Irán       | 6-2       | Japón      |
| Kirguistán | 6-3       | Macao      |
| Macao      | 1-12      | Japón      |
| Uzbekistán | 15-6      | Kirguistán |
| Irán       | 6-4       | Uzbekistán |
| Kirguistán | 0-6       | Japón      |
| Macao      | 1-5       | Uzbekistán |
| Irán       | 10-1      | Kirguistán |

### Grupo B
| País          | G | E | P | GF | GC | Pts |
| ------------- | - | - | - | -- | -- | --- |
| Kazajistán    | 2 | 1 | 0 | 26 | 6  | 7   |
| Tailandia     | 2 | 0 | 1 | 19 | 9  | 6   |
| Corea del Sur | 1 | 1 | 1 | 18 | 14 | 4   |
| Singapur      | 0 | 0 | 3 | 4  | 38 | 0   |

| Equipo 1      | Resultado | Equipo 2      |
| ------------- | --------- | ------------- |
| Corea del Sur | 3-3       | Kazajistán    |
| Singapur      | 3-11      | Corea del Sur |
| Tailandia     | 3-4       | Kazajistán    |
| Kazajistán    | 19-0      | Singapur      |
| Tailandia     | 8-4       | Corea del Sur |
| Singapur      | 1-8       | Tailandia     |

## Fase final
|  | Semifinales         | Semifinales         |   |                     | Final               | Final |  |
|  |                     |                     |   |                     |                     |       |  |
|  |                     |                     |   |                     |                     |       |  |
|  | Bangkok, 11 de mayo |                     |   |                     |                     |       |  |
|  | Irán                | 8                   |   |                     |                     |       |  |
|  | Tailandia           | 2                   |   |                     |                     |       |  |
|  |                     |                     |   |                     |                     |       |  |
|  |                     |                     |   |                     | Bangkok, 12 de mayo |       |  |
|  |                     |                     |   |                     | Irán                | 4     |  |
|  |                     | Kazajistán          | 4 |                     |                     |       |  |
|  |                     |                     |   |                     |                     |       |  |
|  |                     |                     |   |                     |                     |       |  |
|  |                     |                     |   |                     | Tercer lugar        |       |  |
|  | Bangkok, 11 de mayo | Bangkok, 11 de mayo |   | Bangkok, 12 de mayo | Bangkok, 12 de mayo |       |  |
|  | Kazajistán          | 9                   |   | Japón               | 6                   |       |  |
|  | Japón               | 6                   |   |                     | Tailandia           | 8     |  |

## Campeón
| Campeonato Asiático de Futsal 2000 |
| ---------------------------------- |
| Bandera de Irán                    |
| Irán 2º Título                     |

## Clasificados al Mundial
| - Irán | - Kazajistán |